# Stare Bojanowo (gromada)
Stare Bojanowo – dawna gromada, czyli najmniejsza jednostka podziału terytorialnego Polskiej Rzeczypospolitej Ludowej w latach 1954–1972.
Gromady, z gromadzkimi radami narodowymi (GRN) jako organami władzy najniższego stopnia na wsi, funkcjonowały od reformy reorganizującej administrację wiejską przeprowadzonej jesienią 1954 do momentu ich zniesienia z dniem 1 stycznia 1973, tym samym wypierając organizację gminną w latach 1954–1972.

## Historia
Gromadę Stare Bojanowo z siedzibą GRN w Starym Bojanowie utworzono – jako jedną z 8759 gromad na obszarze Polski – w powiecie kościańskim w woj. poznańskim, na mocy uchwały nr 26/54 WRN w Poznaniu z dnia 5 października 1954. Powołano wówczas komisariaty obwodowe. Na czele każdego z nich stał komisarz obwodowy, powoływany przez Naczelnego Prezesa Prowincji Poznańskiej. W skład komisariatów obwodowych wchodziły gminy wiejskie oraz obszary dworskie. W skład jednostki weszły obszary dotychczasowych gromad Bruszczewo, Nietążkowo, Olszewo, Stare Bojanowo, Sierpowo i Robaczyn, ponadto miejscowość Wydorowo (bez obszaru przyłączonego do powiatu leszczyńskiego) z dotychczasowej gromady Wydorowo oraz miejscowość Żydowo z dotychczasowej gromady Parsko – ze zniesionej gminy Stare Bojanowo w powiecie kościańskim, a także część lasów administrowanych przez Nadleśnictwo Państwowe w Żegrowie z dotychczasowej gromady Radomicko ze zniesionej gminy Lipno w powiecie leszczyńskim w tymże województwie. Dla gromady ustalono 24 członków gromadzkiej rady narodowej. 
1 stycznia 1958 z gromady Stare Bojanowo wyłączono miejscowość Nietążkowo, włączając ją do gromady Śmigiel w tymże powiecie.
1 stycznia 1960 do gromady Stare Bojanowo włączono obszary zniesionych gromad Wonieść i Przysieka Stara II w tymże powiecie.
Gromada przetrwała do końca 1972 roku, czyli do kolejnej reformy gminnej. 1 stycznia 1973 w powiecie kościańskim reaktywowano gminę Stare Bojanowo  (zniesiono ją ponownie w styczniu 1976).